# Грузия для грузин
«Грузия для грузин» (груз. «საქართველო ქართველებისთვის») — политический лозунг, приписываемый первому президенту Грузии Звиаду Гамсахурдии. По словам самого Гамсахурдии, фраза, послужившая основой для лозунга, был переврана и вырвана из контекста, и полностью его заявление звучало как «Грузия — это страна грузин, однако представители всех национальностей Грузии обладают равными правами».

## Появление
По словам Дмитрия Мониава, фраза стала широко известна после выступления Гамсахурдии в 1989 году, в ходе речи Мераба Мамардашвили «о родине и истине». Мониава привёл произнесённую на выступлении фразу как «Грузия — это страна грузин. Эта аксиома должна быть представлена и отражена в <…> программе <Народного фронта>. И Конституция должна выражать интересы грузинской нации <…> и в то же время интересы всех личностей, к какой бы национальности они не принадлежали».
По словам бывшего референта Гамсахурдии, профессора-историка Бежана Джавахии, фразу можно было найти в программе Национально-демократической партии — будущих противников Гамсахурдии, учавствовавших в его свержении. По его оценке, лидеры НДП (Георгий Чантурия и Ирина Саришвили) и ряд других политиков смогли в той обстановке создать миф и обернуть его против Гамсахурдии.

## Оценки и применение лозунга
Согласно современному исследованию Тбилисского государственного университета, приписывание девиза «Грузия для грузин» Гамсахурдии ошибочно и не основано ни на каких фактических данных. Доцент кафедры политологии Звиад Абашидзе также призывал обратить внимание, что Гамсахурдия применял комплексное понятие «нации» (отличное от полученного в наследие от СССР этнического понимания слова, резко разделявшего понятия «национальность» и «гражданство»), не называл при этом Грузию родиной исключительно грузин и не принижал роль этнических меньшинств. По словам писателя Дмитрия Мониава, сторонники Гамсахурдии (звиадисты), как правило, тоже понимали различия терминов «нация», «национальность», «этнос» и т. д., но избегали оценок того, как эти слова могли быть восприняты рядовыми представителями этнических меньшинств (в 1989-м в этих терминах разбиралась «разве что пара сотен интеллектуалов»): азербайджанцами (в те дни в местах их компактного проживания произошли межэтнические столкновения), армянами, абхазами, осетинами, русскими, греками и многими другими жителями Грузии.
При жизни Гамсахурдии, по его собственным словам, полная цитата была верно воспроизведена и интерпретирована журналистом Юрием Ростом. «Вырванным из контекста» называла лозунг и Валерия Новодворская, также рассматривавшая полную фразу как реплику, обращённую к интеллектуальной интеллигенции (способной эту реплику корректно интерпретировать) и не видевшая в изначальной фразе националистических предпосылок. Сын Эвиада Гамсахурдии, Константин Гамсахурдия, подтверждал, что фраза «Грузия для грузин» в своей короткой бескомпромиссной форме его отцом не применялась, а также заявлял, что пусть действия его отца и были во многом ошибочны, но допущенные ошибки несли именно политический характер и не имели националистической окраски. 
В русскоязычных СМИ и исследованиях фраза обычно рассматривается в своей сокращённой форме, становясь «лозунгом», окрашивающим исторический период правления Гамсахурдии в националистические тона. В той же искажённой форме в 2008 году фраза использовалась российскими государственными органами для оправдания своих действий в ходе войны в Грузии. В аналогичном виде фраза упоминается и в воспоминаниях части грузиноязычных свидетелей событий гражданской войны 1991—1993 годов; по современным оценкам, сформировавшийся лозунг стал важным внутренним фактором поддерживаемого Россией накала межэтнической напряжённости в ходе обеих войн.